# Gukanshō
Gukanshō (jap. 愚管抄, ぐかんしょう) je rad o povijesti Japana koji je napisao budistički svećenik Jien (1155. – 1225.) iz škole Tendai. U knjizi slijedi budistička načela. Sin je Fujiwara no Tadamichija.

## Sadržaj
Sastoji se od triju većih cjelina: 
1. Prvi i drugi svezak sadrže kroniku careva počevši od cara Jinmua a zaključuju s carem Juntokuom.
2. Od trećeg do šestog sveska su povijesni zapisi usredotočeni na političke prijelaze.
3. Sedmi svezak sadrži sažetak tekućeg stanja ondašnje japanske politike.

Pažljivi je pisac pokušao primijeniti budistička načela kao mappō u proces razvijanja kronike ljudi i zbivanja. Bio je samosvjesno fokusiran na primjenu budističkih načela u raščlambi japanske povijesti. Ipak, Jien nikad se nije mogao potpuno odvojiti svoj položaj sina i brata službenika kogyū Fujiwara odnjegova položaja svećenika koji je proučavao i prakticirao budizam.